# Сметанин, Алексей Валерьевич
Алексей Валерьевич Сметанин (19 марта 1981) — российский футболист, нападающий.

## Биография
Воспитанник СДЮСШОР ЦСКА. В 1996 году в составе юношеской сборной Москвы выиграл «Кубок Иана Раша» в двух возрастных категориях, став лучшим игроком турнира по мнению всех тренеров команд-участниц. В 1999—2000 годах выступал за вторую команду ЦСКА во втором дивизионе — 36 игр, три мяча. 29 апреля 2000 провёл единственный матч за основную команду — в 6 туре чемпионата России отыграл первый тайм в домашней игре против московского «Торпедо» (0:2). В 2001 году сыграл 15 матчей, забил один гол во втором дивизионе в составе грозненского «Терека». Профессиональную карьеру закончил в 2005 году, выступая во втором дивизионе за «Титан» Москва.